# 陈继周
陈继周（1932年3月—2022年12月20日），四川南江人，中国人民解放军副军职离休干部、原武汉军区后勤部副部长。

## 生平
陈继周1933年3月入伍，1936年12月加入中国共产党。历任医院调剂员、司药员、医生、医疗队队长、医务主任、医院院长、卫生处副处长、卫生处处长、后勤部卫生部部长等职。
抗日战争时期，陈继周任八路军129师卫生部六所所长。1955年，被授予上校军衔。
2022年10月11日，陈继周因病于武汉逝世，享年101岁。讣告刊登在10月30日的《解放军报》。